# لوكاس غوميز (لاعب كرة قدم)
لوكاس غوميز هو لاعب كرة قدم برازيلي في مركز الهجوم، ولد في 16 يونيو 1995 في لوندرينا في البرازيل. لعب مع نادي إغناتيا.